# Rewut
Rewut (biał. Рэвут; ros. Реут, Rieut; pol. hist. Reut) – wieś na Białorusi, w obwodzie homelskim, w rejonie kormańskim, w sielsowiecie Barsuki.

## Historia
W XIX i w początkach XX w. wieś i folwark od 1867 należący do Melechów, położone w Rosji, w guberni mohylewskiej, w powiecie rohaczewskim, w gminie Korma. Następnie w granicach Związku Sowieckiego. Od 1991 w niepodległej Białorusi.